# Brněnský večerník
Brněnský večerník Brünnben megjelenő regionális esti hírlap volt.

## Története
A  Csehszlovákia Kommunista Pártja brünni városi szervezetének sajtótermékeként megjelenő lapot 1968-ban alapították Moravský večerník címmel. A Brněnský večerník lapcímet 1970-ben vette fel. Az 1970-es évek végén 31 000 példányszámban adták ki. Az 1989-es rendszerváltás után megszűnt.